# Histoire du sikhisme
L'Histoire du sikhisme commence au XVe siècle lorsque le premier des dix gourous de cette religion, Guru Nanak,  créait cette pensée. Elle a été ensuite établie dans le temps par Guru Gobind Singh le 30 mars 1699 lorsqu'il a par le premier baptême (l'Amrit Sanskar) de la foi sikhe mis en place l'ordre du khalsa; le mouvement venait de faire des pas décisifs. Le sikhisme était désormais lié à l'histoire du Pendjab et à la situation socio-culturelle de l'Inde médiévale jusqu'à nos jours. Le mot sikh vient du sanskrit shyshia qui signifie disciple. Aujourd'hui il y a environ 23 millions de sikhs sur terre, principalement au Pendjab, ce qui fait du sikhisme la cinquième religion au monde, bien qu'elle soit la plus jeune.

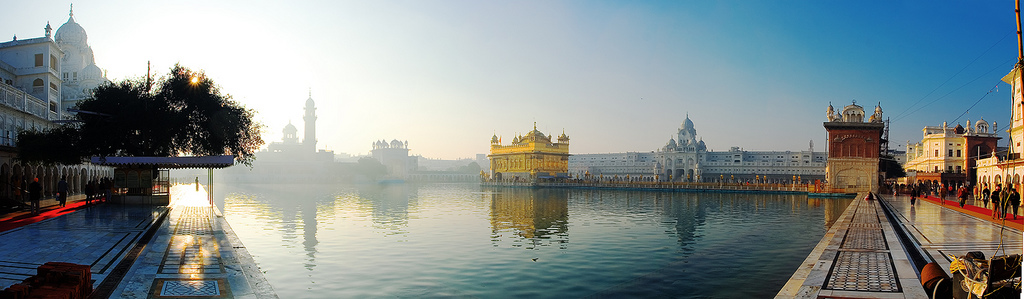
Vue sur le Temple d'Or à Amritsar.

## Histoire à l'époque des dix Guru sikhs
De 1469 à 1708 :

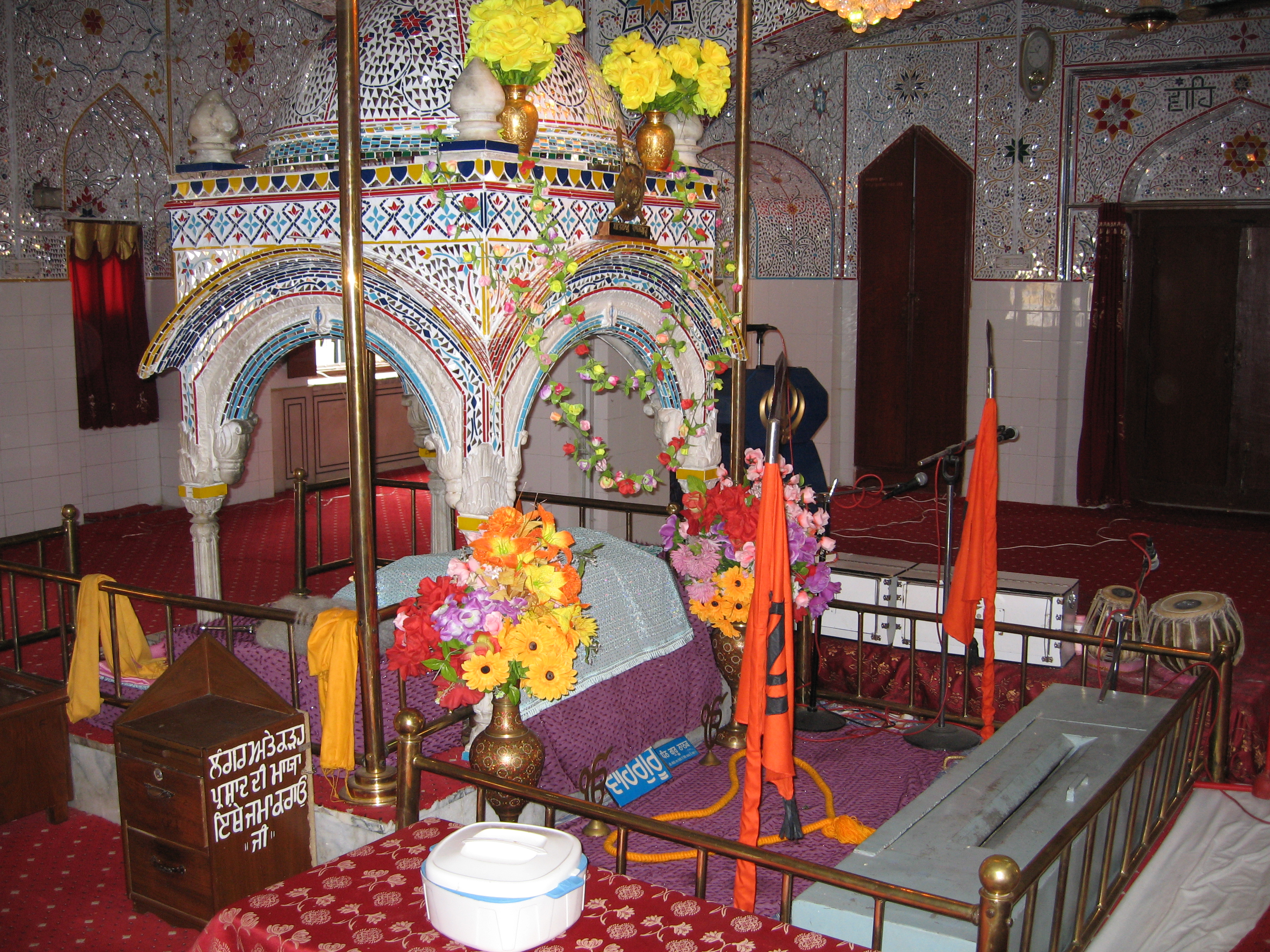
Le gurdwara de Panja Sahib et son autel où est exposé le Guru Granth Sahib.

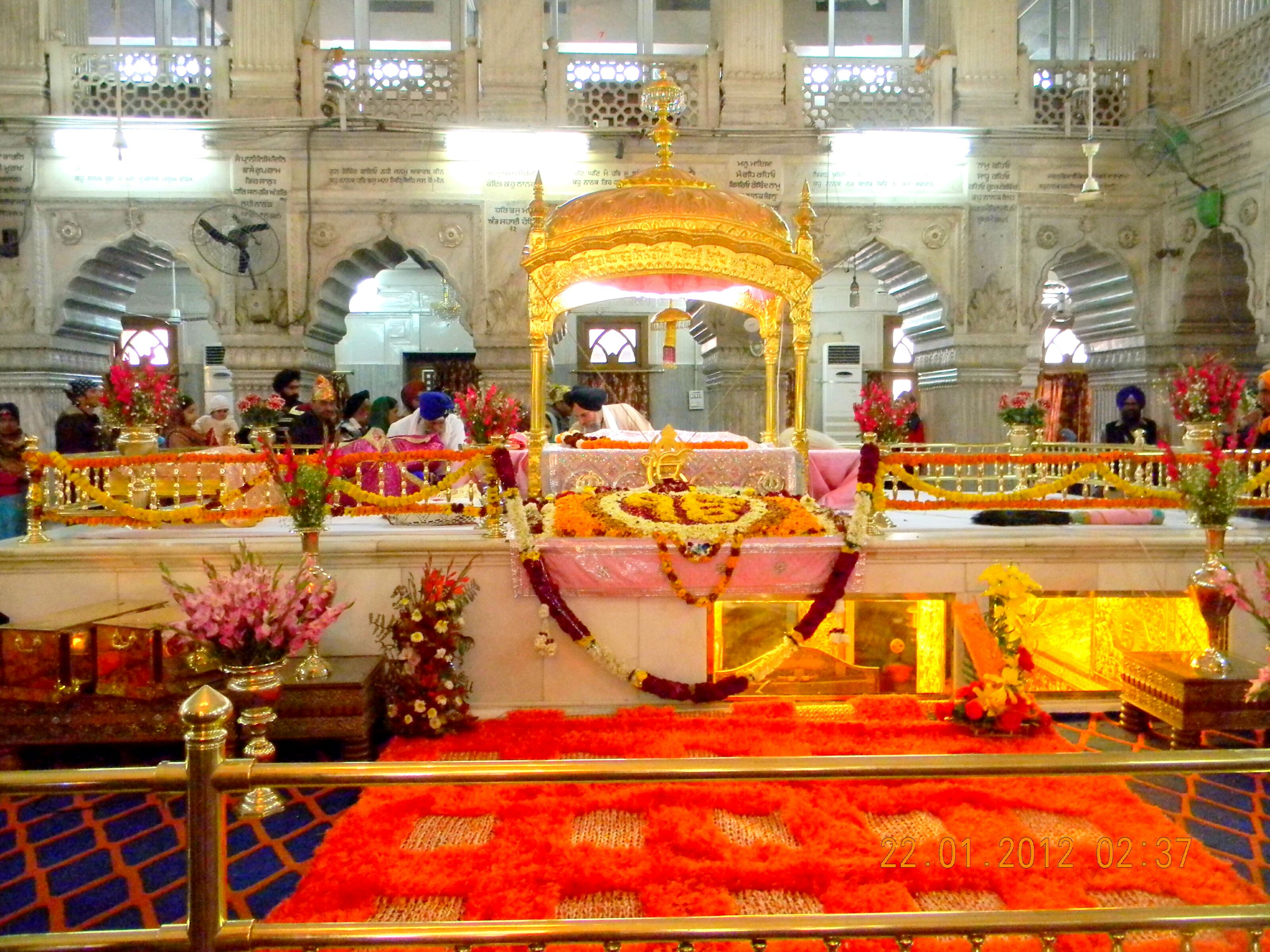
Vue intérieure du Gurudwara Sis Ganj Sahib lieu de mémoire du martyre de Guru Tegh Bahadur dans l'ancien Delhi; un des neuf temples sikhs les plus vénérés.

Le sikhisme a été établi par dix gourous, le premier étant Guru Nanak, (1469-1539), le dernier Guru Gobind Singh qui a alors donné au monde le dernier et immortel Guru : le Guru Granth Sahib, le livre saint qui devait désormais dicter leur conduite à tous les croyants. L'Inde un peu avant l'apparition du sikhisme était bercée dans des flots religieux menés, par exemple, par Cheik Farid du côté musulman, et, Ramanand du côté hindou. La prière, le bhakti a joué un rôle dans la création du sikhisme, notamment à travers les bhagats, des écrivains célèbres qui sont des pères du Guru Granth Sahib.
Les dix gourous physiquement humains ont occupé sur terre une période de 239 ans, de 1469 à 1708. Ces enseignants, ces maîtres, ont eu l'âme éclairée et ont voulu conférer aux humains comme principal objectif de vie le développement spirituel et le bien-être moral de tous. À leurs exemples ils ont voulu donner une façon de vie sainte et digne, notamment à travers la récitation d'hymnes sacrés au quotidien. Sortir de l'inertie de la vie, essayer d'atteindre la mukhti en quittant la maya, être dans la dévotion, la louange de Waheguru (Dieu), et, aider l'autre: voici quelques valeurs que les Gurus sikhs ont choisi de mettre en place ; à l'instar des religions orientales qui existaient fondées par bouddha, et les yogas énoncés dans la Bhagavad-Gita.
La plupart des lieux de naissance des dix maîtres sont célèbres, et des sanctuaires sacrés (gurdwaras) y ont été construits.
Guru Nanak, (1469-1539), a été le premier des gourous et le fondateur de la religion sikhe. Il est né à Talwandi (maintenant connu sous le nom Nankana Sahib au Pakistan) le 20 octobre 1469. 

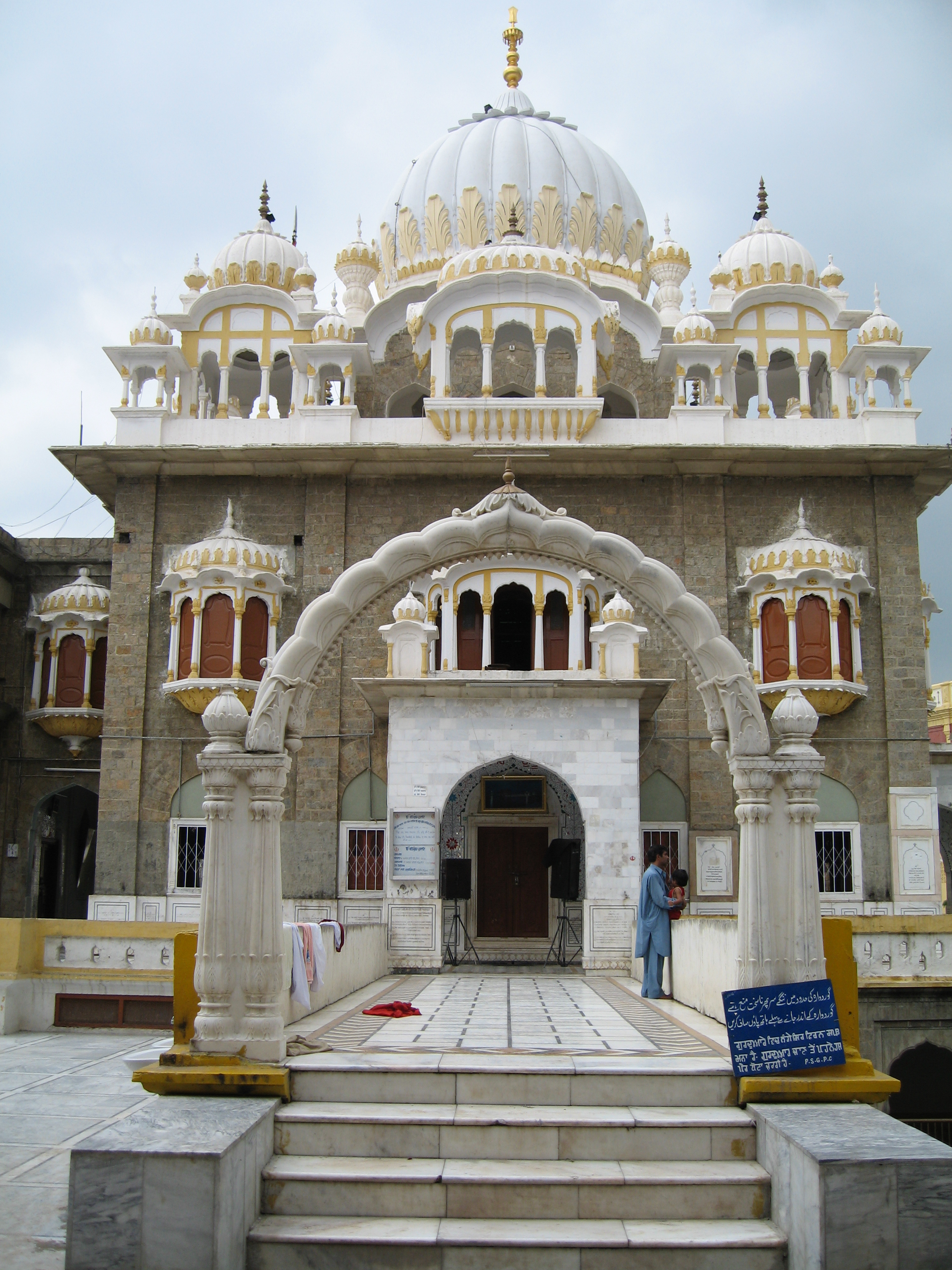
Vue extérieure du Panja Sahib Gurudwara à Hasan Abdal, au Pakistan; temple célèbre pour l'empreinte de main de Guru Nanak qu'il conserve.

Guru Angad, (1504-1552), a été le second Guru sikh; il est né à Harike dans le district de Ferozepur au Penjab. Guru Angad a inventé et introduit le gurmukhi (la forme écrite de Punjabi) et a cherché à l'enseigner à tous les sikhs.

## Chronologie historique du message des Gurus
- Période de 1708 à 1716:

Baba Banda Singh Bahadur, (1670-1716), (Lachhman Dev alias Madho dass Bairagi), originaire de la région du Jammu, est admiré comme l'un des plus grands guerriers sikhs. Il est encore aujourd'hui considéré comme un martyr des plus sacrés de l'armée du Khalsa. À l'époque le Khalsa était engagé dans une lutte prolongée contre les cruels Moghols, qui pratiquaient leur tyrannie et terrorisaient la population. Sa confrontation avec l'administration moghole dans le nord de l'Inde, bien que brève, a été forte et assez vigoureuse, suffisamment pour faire vaciller les fondations de cet empire très mal perçu par le peuple. Le soulèvement agraire qu'il a mené dans le Pendjab est le fondement sur lequel s'est établi le royaume sikh de cet état. Le résultat a abouti à la fin d'une période sombre dans l'histoire de l'Inde. 
- Période de 1716 à 1764 : lutte contre les Moghols.
- Période de 1764 à 1799 : confédération sikhe, ou, la république aristocratique[4].
- Période de 1799 à 1849 : empire sikh.

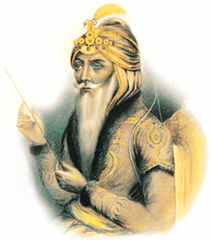
Portrait du Maharaja Ranjit Singh

Le Maharaja Ranjit Singh (1780-1839) également appelé «Sher-e-Punjab» («Le Lion du Pendjab») était un roi sikh du Penjab et de l'empire sikh. Son mémorial est situé à Lahore, au Pakistan. Le maharaja était né en 1780 à Gujranwala, au sein de la famille Sansi-Sandhawalia. À l'époque, une grande partie de Punjab était sous la coupe des sikhs, qui avait divisé le territoire entre les factions connues armées appelées Misls. Ranjit Singh, le fils de Maha Singh était le commandant de la Sukerchakia MISL et contrôlait un territoire à l'ouest du Pendjab qui s'articulait autour de son quartier général à Gujranwala. Ranjit Singh a succédé à son père à l'âge de 12 ans. 
Après plusieurs campagnes, ses rivaux l'ont accepté comme chef, et il a uni les factions sikhs dans un état et il prit le titre de Maharaja le 12 avril 1801 (pour coïncider avec le festival Baisakhi, fête du jour de l'établissement du Khalsa). Lahore a servi de capitale à partir de 1799. En 1802, il a pris le contrôle de la ville sainte de Amritsar. Il a apporté la loi et l'ordre, mais était réticent à recourir à la peine de mort. Il s'arrêta Inde non laïque. Il traitait sur le même piédestal hindous et musulmans. Il interdit la taxe de discrimination dénommée taxe jizya annexée sur les hindous et les sikhs et imposée par l'administration précédente. 
- Période de 1849 à 1947 : le royaume britannique.
- Période de 1947 à aujourd'hui : ère post-britannique, indépendance sous forme d'état fédéral acquise le 1er novembre 1966.

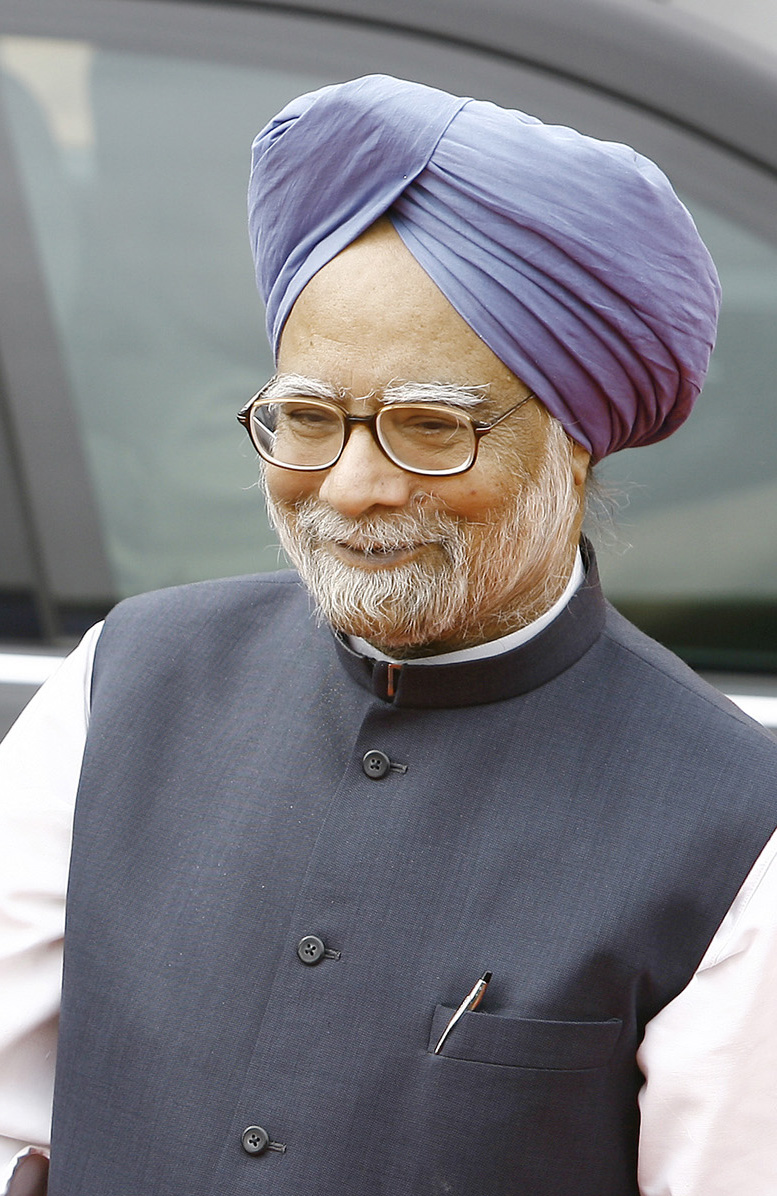
Manmohan Singh est devenu le premier sikh premier ministre de l'Inde et est apprécié pour sa sagesse économique dans ses initiatives.

## Source
- Histoire du sikhisme dans Wikipédia en anglais.
- Histoire dans l'encyclopédie anglaise dédiée au sikhisme.